# 李纹
李纹（？—？），江西九江人，是一名明朝政治人物。
李纹曾于1453年接替杨昕任上海县知县一职，1462年由吴则接任。